# Satyrium miserum
Satyrium miserum är en orkidéart som beskrevs av Friedrich Fritz Wilhelm Ludwig Kraenzlin. Satyrium miserum ingår i släktet Satyrium och familjen orkidéer. Inga underarter finns listade i Catalogue of Life.